# Canton de Rives
Le canton de Rives est une ancienne division administrative française située dans le département de l'Isère et la région Rhône-Alpes.

## Géographie
Ce canton était organisé autour de Rives dans l'arrondissement de Grenoble. Son altitude variait de 180 m (Moirans) à 787 m (La Murette) pour une altitude moyenne de 335 m.

## Représentation

### Conseillers généraux de 1833 à 2015
| Période | Période          | Identité                            | Étiquette    | Qualité                                                                  |
| ------- | ---------------- | ----------------------------------- | ------------ | ------------------------------------------------------------------------ |
| 1833    | 1838 (démission) | Augustin Blanchet                   |              | Fabricant de papier Commandant de la Garde nationale à Rives             |
| 1838    | 1854             | Victor Blanchet (fils du précédent) | Bonapartiste | Industriel (papetier-cartonnier) Maire de Rives                          |
| 1854    | 1867 (décès)     | Léonce Blanchet                     |              | Industriel (papetier-cartonnier), Rives                                  |
| 1868    | 1871             | Alphonse Didier Kléber              |              | Industriel (papetier-cartonnier) Maire de Rives                          |
| 1871    | 1877             | Henry Baboin                        | Centre droit | Manufacturier Député (1869-1870)                                         |
| 1877    | 1895             | Jean Joachim Louis Boirivant        | Républicain  | Manufacturier, conseiller municipal de Réaumont                          |
| 1895    | 1901             | Jean-Baptiste Achard                | Rad.         | Viticulteur Maire de Saint-Jean-de-Moirans                               |
| 1901    | 1907             | Michel Monnet                       | Rad.         | Maire de Moirans (1900-1904), conseiller d'arrondissement                |
| 1907    | 1940             | Séraphin Buisset                    | SFIO         | Négociant à Rives-sur-Fure Maire de Rives (1919-1940) Député (1914-1942) |
|         |                  |                                     |              |                                                                          |
| 1943    | 1945             | Edouard Genin (1887-1963)           | ?            | Maire de Rives Nommé conseiller départemental en 1943                    |
|         |                  |                                     |              |                                                                          |
| 1945    | 1951 (décès)     | Célestin Bertrand (1890-1951)       | SFIO         | Maire de Moirans (1945-1947)                                             |
| 1951    | 1976             | Louis Barran (1907-1988)            | MRP puis CD  | Maire de Moirans (1959-1977)                                             |
| 1976    | 2015             | Robert Veyret                       | PCF          | Contrôleur des PTT Maire de Saint-Jean-de-Moirans (1983-2001)            |

### Conseillers d'arrondissement (de 1833 à 1940)
Le canton de Rives avait deux conseillers d'arrondissement.
Il appartenait à l'arrondissement de Saint-Marcellin jusqu'à sa disparition en 1926.
| Période                                  | Période      | Identité                                             | Étiquette   | Qualité |
| ---------------------------------------- | ------------ | ---------------------------------------------------- | ----------- | --- |
| 1833                                     | 1839 (décès) | Victorien Joseph Primard (1791-1839)                 |             | Notaire, adjoint au maire de Rives                                                                          |
| 1833                                     | 1870         | Joseph Ferdinand Antoine Repiton-Préneuf (1796-1877) |             | Capitaine de la Garde nationale, juge de paix, maire d'Izeaux                                               |
| 1839                                     | 1848         | Jean Antoine Didier Kléber (1788-1863)               |             | Industriel, négociant en papier à Rives                                                                     |
|                                          |              |                                                      |             | |
| 1892                                     | 1895 (décès) | François Juvin (1834-1895)                           |             | Maire de Renage                                                                                             |
| 1895                                     | 1908         | Eugène Rossat                                        | Républicain | Maire de Renage                                                                                             |
| 1898                                     | 1901         | Michel Monnet (?-1911)                               | Républicain | Maire de Moirans                                                                                            |
| 20 déc. 1908                             | 1940         | Marius Chorot (1865-1948)                            | Radical     | Industriel, maire de Moirans (1905-?)                                                                       |
| 1910                                     |              | M. Jourdan                                           | Radical     | |
| 1928                                     | 1934         | M. Raphaël                                           | SFIO        | |
| 1934                                     | 1940         | Paul Berthollet                                      | Radical     | |
| 1940                                     |              |                                                      |             | Les conseils d'arrondissement ont été suspendus par la loi du 12 octobre 1940 et n'ont jamais été réactivés |
| Les données manquantes sont à compléter. |              |                                                      |             | |

## Composition
Le canton de Rives groupait douze communes et comptait 29 316 habitants (recensement de 1999 sans doubles comptes).
| Nom                   | Code Insee | Intercommunalité      | Superficie (km2) | Population (dernière pop. légale) | Densité (hab./km2) |
| --------------------- | ---------- | --------------------- | ---------------- | --------------------------------- | ------------------ |
| Rives (chef-lieu)     | 38337      | CA du Pays voironnais | 10,93            | 6 128 (2014)                      | 561                |
| Beaucroissant         | 38030      | CC de Bièvre Est      | 11,22            | 1 585 (2014)                      | 141                |
| Charnècles            | 38084      | CA du Pays voironnais | 5,23             | 1 507 (2014)                      | 288                |
| Izeaux                | 38194      | CC de Bièvre Est      | 15,54            | 2 154 (2014)                      | 139                |
| Moirans               | 38239      | CA du Pays voironnais | 20,06            | 7 989 (2014)                      | 398                |
| La Murette            | 38270      | CA du Pays voironnais | 4,22             | 1 923 (2014)                      | 456                |
| Réaumont              | 38331      | CA du Pays voironnais | 4,95             | 1 039 (2014)                      | 210                |
| Renage                | 38332      | CC de Bièvre Est      | 5,06             | 3 582 (2014)                      | 708                |
| Saint-Blaise-du-Buis  | 38368      | CA du Pays voironnais | 5,44             | 1 015 (2014)                      | 187                |
| Saint-Cassien         | 38373      | CA du Pays voironnais | 5,67             | 1 146 (2014)                      | 202                |
| Saint-Jean-de-Moirans | 38400      | CA du Pays voironnais | 6,43             | 3 372 (2014)                      | 524                |
| Vourey                | 38566      | CA du Pays voironnais | 6,88             | 1 677 (2014)                      | 244                |

## Démographie
| 1962   | 1968   | 1975   | 1982   | 1990   | 1999   | 2006   | 2011   | 2012   |
| ------ | ------ | ------ | ------ | ------ | ------ | ------ | ------ | ------ |
| 17 346 | 19 056 | 20 815 | 23 971 | 27 169 | 29 316 | 31 245 | 32 247 | 32 480 |

## Redécoupage des cantons de l'Isère en 2015
D'après la nouvelle carte des cantons de l'Isère présentée par le préfet Richard Samuel et, votée par l'Assemblée départementale de l'Isère, le 23 novembre 2013, les 12 communes du canton de Rives seront scindées dans 3 nouveaux cantons :
- Le Grand-Lemps: Izeaux.
- Tullins: Beaucroissant, Charnècles, Moirans, Réaumont, Renage, Rives, Saint-Blaise-du-Buis, Saint-Jean-de-Moirans et Vourey.
- Voiron: La Murette et Saint-Cassien.